# 横浜海上警察
横浜海上警察（よこはまかいじょうけいさつ）は、テレビ朝日系の土曜ワイド劇場枠で2007年9月1日に放送された作品である。制作はテレビ朝日、日本映像である。

## 登場人物
名村 暢子 - 若村麻由美
横浜海上署捜査一課に異動してきたばかりの刑事。階級は｢警部補」。前任地である神奈川県警では、違法バーの一斉摘発の際に大立ち回りをするなどの活躍を残していて、次期係長としての異動と周囲から推測されている。彼女の父親は警備艇の操舵手で、船の操縦と海に関する知識に優れていた。しかし、彼女が小学生の頃、時化の日に船から転落した子供を救出するも、直後に波にのまれて亡くなっている。亡き父は生前｢娘には警察関係に就かせたくない｣と自らの経験上語っていたが、彼女は現職に。警察官としての仕事を続けるために離婚をし、息子は別れた夫と暮らしている。
田崎 洋平 - 西岡徳馬
横浜海上署捜査一課係長兼捜査主任。階級は｢警部」。ニックネームは｢鬼平｣。由来は「酒を飲むと、顔が赤鬼のようになる」ため。普段から口が悪い様子。暢子の父とは昔の同僚で、駆け出しの刑事の頃からである。暢子の父からもらった御守りを暢子に手渡している。
天城 修次 - 賀集利樹
横浜海上署捜査一課刑事。暢子とコンビを組む。
杉原 昭一 - 伊藤洋三郎
横浜海上署捜査一課刑事。暢子の負けん気の強さを高く評価している。浅野とコンビを組む。
浅野 俊彦 - 榊英雄
横浜海上署捜査一課刑事。｢海の上は男の仕事で、男の戦場だ｣という考えがあり、暢子が異動してきた事に違和感を覚えている。メガネをかけている。杉原とコンビを組む。
曾根田 潤一 - 小堀陽貴
暢子の息子。父と一緒に暮らしている。
曾根田 秀貴 - 冨家規政
暢子の元夫。職業は銀行員。母と息子と一緒に暮らしている。彼女との離婚の理由は、警察官としての仕事に理解しているが、母親と女房の両立が難しいと判断したため。
日下部 幹男 - 竜雷太
横浜海上署警備艇長。長年の経験や勘で動くタイプ。暢子の父を昔から知っているため、暢子にアドバイスを送る事がある。

### その他キャスト
- 矢沢 明日佳 - 池上季実子
- 妹尾 真一郎 - 遠藤憲一
- 草野 健一 - 松山鷹志
- 吉沢 英太郎 - 大橋てつじ
- 長谷川 光昭 - 中野裕斗
- 佐伯 悟郎 - 小野寺丈
- 真島 卓男 - 賀川黒之助
- 真島 奈津美 - 西初恵
- - 磯部さちよ

## スタッフ
- プロデュース - 佐藤涼一、瀬島光雄
- 脚本 - 島崎啓一
- 監督 - 松井昇
- 音楽 - 村山竜二
- VFX - 日本映像クリエイティブ
- 技術協力 - 映広
- ロケ協力 - 横浜クルージングクラブ、横浜フィルムコミッション、よこはまコスモワールドほか
- 制作協力 - 日映プロジェクト

## サブタイトル
- 緊急出動!! 二隻の沈没船に死体と謎の一億円!?